# SC Golling
Der SC Golling ist ein Tennengauer Sportclub aus der Marktgemeinde Golling an der Salzach. Bestehend aus der Sektion „Fußball“ trägt der Club seine Heimspiele im Gollinger Rabensteinstadion aus. Aktuell spielt das Team in der Regionalliga Salzburg.

## Geschichte
Die Gründung des Sportclubs erfolgte im Herbst 1946 in einem Hinterzimmer des „Hauslwirts“, wo im Beisein des damaligen ASKÖ-Landesobmannes, Rupert Köpf, der Verein aus der Taufe gehoben wurde. Wie vorgeschrieben, wurde der Verein auch kurz davor der amerikanischen Besatzungsmacht gemeldet, damals noch unter dem Namen ATSV Golling.
Die ersten Funktionäre waren Martin Ludwig (Obmann), Karl Negrin (Obmann-Stellvertreter), Karl Denk (Sektionsleiter), Blasius Kainhofer (Schriftführer).

### Platznot und Eröffnung des Sportplatzes in der Salzachsiedlung
In den ersten drei Jahren wurden sämtliche „Heimspiele“ in Tenneck und in Puch ausgetragen. Erst 1949 konnten die Blaugelben „Wanderjahre“ beendet werden und der SC Golling erhielt seine erste Heimstätte in der Salzachsiedlung. 
Dieser Platz, der dem Verein 28 Jahre als Heimat diente, war bekannt für seinen schlechten Zustand. Die Gründe dafür waren zahlreich. Zum einen lag der Platz weniger als 30 Meter von der Salzach entfernt und wurde in regelmäßigen Zeitabständen überschwemmt. Dramatisch war die Hochwasserkatastrophe im Jahre 1959, nicht nur für den Sportclub als auch für den gesamten Ort. Es folgten zwei Saisons, in welchen der SC keine Heimspiele auf dem eigenen Platz austragen konnte. Danach diente die Sportanlage in der Salzachsiedlung nicht nur anderen Vereinen (SV Kuchl, USV Abtenau, 1. Halleiner SK) als zeitweilige Unterkunft, sondern musste auch immer wieder für andere Zwecke, wie etwa Zirkusvorstellungen, freigegeben werden.
Im Juni 1977 folgte schließlich der Umzug an den Rabenstein, wo bis heute die Heimspiele des Sportclubs ausgetragen werden. In den Jahren 2008/2009 erfolgte ein umfangreicher Um- und Neubau des Rabensteinstadions.

### 1946/47 – die erste Saison
Im Jahr der Vereinsgründung stieg der Verein in den offiziellen Spielbetrieb ein. Der damals noch unter dem Namen ATSV Golling aufgeführte Club bestritt seine erste Saison in der 2. Klasse Nord, in der man 1947 die Spielzeit mit einem Unentschieden und neun Niederlagen beendete.
Das erste Meisterschaftsspiel fand am 1. September 1946 gegen den ÖTSU Seekirchen statt und wurde mit 2:3 verloren.

## Sportanlage Rabenstein
Seit 1977 trägt der Club seine Heimspiele am Fuße des Rabensteins aus, der seitdem als Namensgeber für die Spielstätte des SCG dient. Die Anlage besteht aus einem Hauptfeld und zwei Trainingsplätzen, nördlich und westlich davon. In den Wintermonaten weicht man in die südlich angrenzende Halle der Neuen Mittelschule aus. 
Die Sportanlage wurde 2008 weitestgehend saniert und umgebaut. Den Zuschauern steht seither eine bis zur Mittellinie überdachte Sitzplatztribüne zur Verfügung. Seit der Saison 2012/13 besteht ebenso die Möglichkeit, einen Stehplatz auf der Westseite des Spielfeldes einzunehmen. Bei besonderen Anlässen bieten sich zwischen Mittelschule und Spielfeld zusätzliche Stehplätze an, die bis heute jedoch nur bei dem Heimspiel gegen den SV Austria Salzburg am 13. April 2009 in Anspruch genommen werden mussten. Zu dem Landesligaspiel (Endstand 2:2) erschienen damals 1700 Zuseher.

## Jugendarbeit
Der Sportclub hat es sich zur Aufgabe gesetzt, den Großteil seiner Kampfmannschaften mit Spielern aus dem eigenen Nachwuchs zu besetzen. Um die Jugend dementsprechend auszubilden, verfügt die Mehrzahl der Teams über mindestens zwei Nachwuchstrainer. Im Sommer 2012 ging der Club eine umfangreiche Kooperation mit dem Nachbarclub SV Kuchl ein, der mit seiner Jugendarbeit ähnliche Ziele verfolgt. 
Seit 2011 veranstaltet der SC Golling gemeinsam mit „kick & learn Österreich“ einmal im Jahr ein fünftägiges Fußballcamp für sportbegeisterte Kinder aus der Umgebung.
Der Sportclub ist mit folgenden Altersstufen in den Salzburger Nachwuchsligen vertreten: U8, U10, U12, U14, U16.

## Erfolge
- 1957: Aufstieg in die Landesklasse Nord
- 1964: Aufstieg in die 2. Klasse Nord
- 1976: Aufstieg in die 2. Klasse Nord
- 1989: Aufstieg in die 1. Klasse Nord
- 1990: Aufstieg in die 2. Landesliga Nord
- 1999: Aufstieg in die 1. Landesliga Nord
- 2011: Aufstieg in die Salzburger Liga
- 2015: Aufstieg in die Salzburger Liga
- 2022: Aufstieg in die Regionalliga Salzburg[1]
- 2024: Hallenturnier Stier-Sieger[2]